# Garcinia sanguinea
Garcinia sanguinea là một loài thực vật có hoa trong họ Bứa. Loài này được (Jum. & H.Perrier) ined. mô tả khoa học đầu tiên.